# Écoumène (essai)
 (juin 2019).
- Si vous ne connaissez pas le sujet, laissez ce bandeau (vous pouvez alors contacter les auteurs).
- Si vous supprimez le contenu mis en cause (vous pouvez préalablement contacter les auteurs),

argumentez précisément cette suppression dans la page de discussion
(un manque de référence n'est pas un argument ; une recherche réelle de référence doit avoir été effectuée, être formellement documentée).

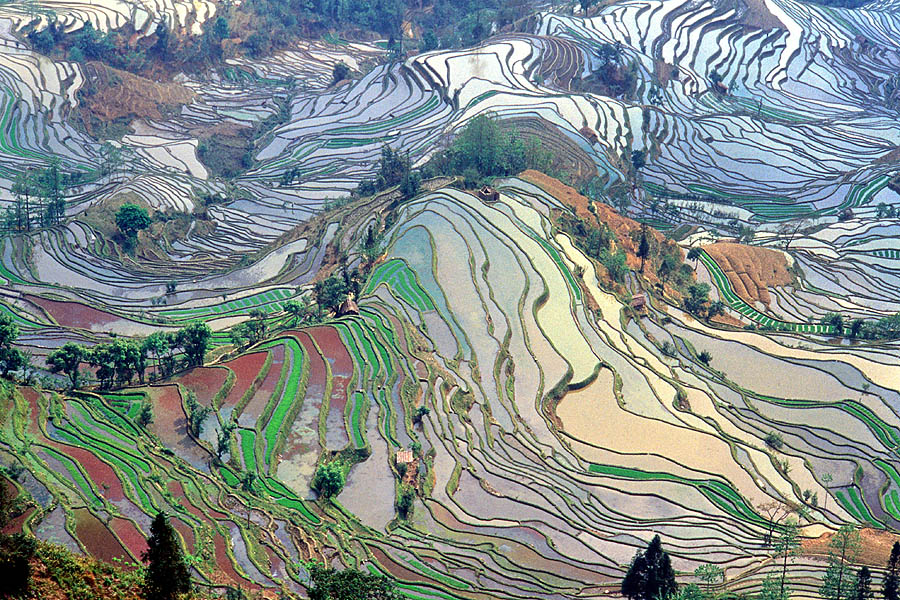
Rizières. Un des paysages les plus humanisés qui soient, repris comme exemple à plusieurs reprises par Augustin Berque.

Écoumène (sous-titré Introduction à l’étude des milieux humains) est un essai de théorie de la géographie écrit par Augustin Berque et publié en 2000. Il s’efforce de penser l’être non comme le simple « espace » des géographes, mais comme un écoumène, c’est-à-dire un milieu d’interaction entre l’homme et l’espace, où l’homme humanise l’espace et où l’espace influence l’homme.

## Résumé

### Première partie. L’y d’il y a
Chapitre 1. Lieu.

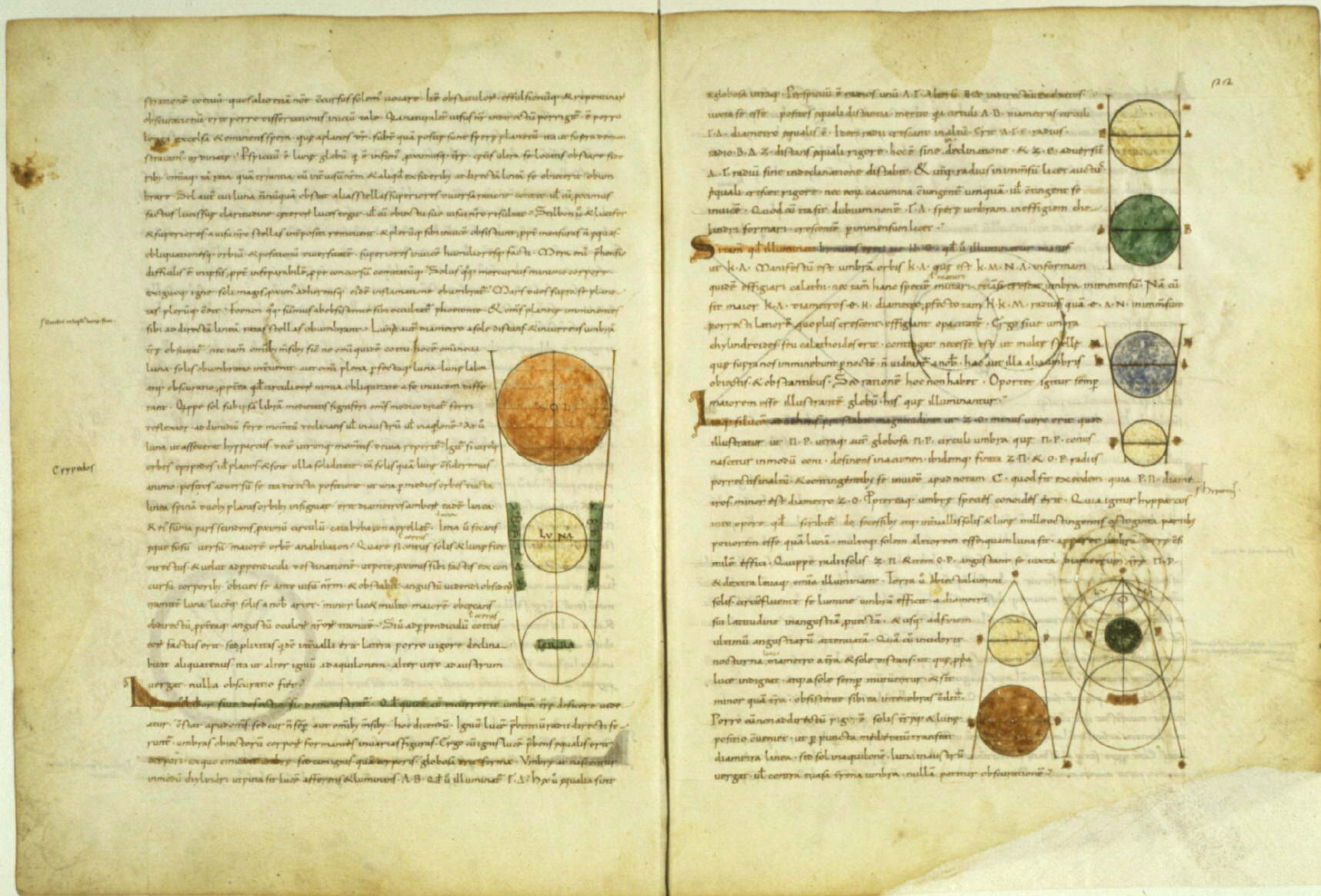
Manuscrit de la traduction latine du Timée de Platon.

Il y a une différence entre « lieu cartographiable (topos) » et « lieu existentiel (chôra) ». La chôra qui apparaît dans le Timée de Platon est un lieu, décrit comme une réalité ni sensible ni intelligible : « Il y a et être, et lieu, et devenir, tous trois différents » (52d2). Il faut éviter de faire de cette définition du lieu-chôra un concept abstrait, comme Derrida qui en fait une pure textualité, mais comme une réalité ancrée (l’Attique pour Platon), une Gegend à la Heidegger et « un lieu géniteur ; c’est-à-dire une ouverture à partir de laquelle se déploie quelque chose ».
À l’opposé, le topos que l’on retrouve chez Aristote est le pur espace, celui qui donne naissance à la « matière étendue » de Descartes ou à l’« espace » des géographes au tournant du XXIe siècle.
Chapitre 2. Monde
Le monde est l’horizon de l’être humain, infini dans sa finitude : « Dans la condition mondaine qui est la nôtre, la partie ‘suivant le cas ce sera mon clocher ou ma patrie, mon ou mes amours, mon ou ma job, ma vie ou ma conscience) égale pareillement le tout, du moins nous ne l’échangerions pour rien au monde, car elle est incomparable. Incommensurable. En effet sa valeur morale est immense (immensa : sans limites), bien que nous sachions sa grandeur physique limitée » . La Chine est un exemple de civilisation qui a théorisé cette mondanité, la Chine étant conçue comme le centre du monde entouré de contrées afférentes moins civilisées. L’Occident, au contraire, a nié cette mondanité : d’une part sous le coup du christianisme (Saint-Augustin dénie toute importance au monde pour attirer la conscience du chrétien sur les jouissances de la Jérusalem céleste) et de l’autre sous ceux de la mathématisation de l’espace qui enlève toute la subjectivité propre au monde (voir là-dessus Alexandre Koyré, Du monde clos à l'univers infini) pour définir un être absolu mathématique. En japonais comme en chinois, l’être absolu ne peut d’ailleurs pas se concevoir : chez Nishida, c’est plutôt un néant absolu qui sous-tend le monde.
Chapitre 3. Univers
« Atteindre à l’universel, cela requiert essentiellement de franchir l’horizon de son propre monde », d’établir des échelles, de mettre en équerre le monde et de concevoir un espace homogène.

### Deuxième partie. L’humanisation des choses
Chapitre 4. Mouvance

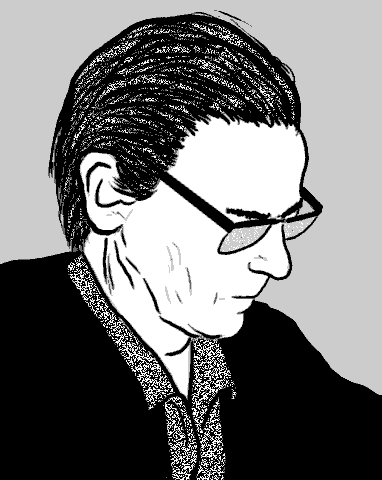
André Leroi-Gourhan

L’écoumène est l’ensemble de la chôra (le monde, subjectif) et du topos (l’univers, objectif). Il est impossible de décerner à l’un une prééminence ontologique : les deux en participent. Ils se chevauchent et sont en perpétuelle interaction (« trajectivité »). L’écoumène est donc fortement humanisée. Son « corps médial » (au sens de « relatif aux milieux humains ») se déploie selon trois mouvements, si l’on reprend la distinction d’André Leroi-Gourhan dans Le Geste et la Parole (1964) :
- l’hominisation : la transformation physique de l’animal en humain
- l’anthropisation: la transformation objective des choses par la technique
- l’humanisation: la transformation subjective des choses par le symbole

Ce corps médial pourrait être étudié par une science à part, une « mésologie » proche de ce que Régis Debray entendait par « médiologie » pour traiter des phénomènes larges de traitement de l’information et de leur incorporation dans l’être (avec sa distinction MO/OM entre « matière organisée » et « organisation matérialisée ».
Chapitre 5. Sens
« Ce qu’il y a d’originaire et d’originel dans le sens est irréductible au sémiotique lequel au contraire tient de là son existence et le sens qu’il déploie. Cela de la même façon que l’écoumène est postérieure à la biosphère, et qu’elle la suppose, alors que l’inverse n’est pas vrai ». Il y a trois assises distinguable en matière de sens : l’assise physique qui est le déploiement de l’univers ; le déploiement de la biosphère ; le déploiement de l’écoumène.
La « médiance » dans cette perspective est « le sens ou l’idiosynchrasie d’un certain milieu, c’est-à-dire de la relation d’une société à son environnement ». Le terme de médiance est un emprunt à Watsuji Tetsurō qui réagissait à la publication de Sein und Zeit de Heidegger à qui il reprochait son peu de prise en compte de l’espace dans la définition du Dasein.
Chapitre 6. Prises

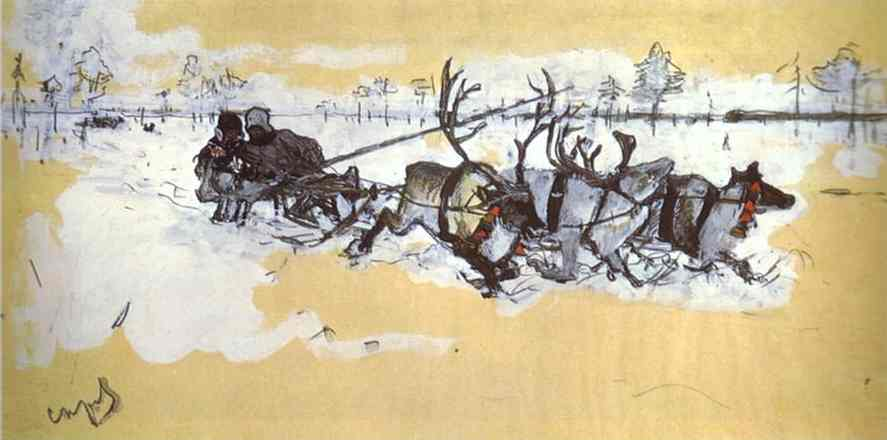
Serov, Tundra

Il y a des motifs (au sens de Leibniz, par distinctions de causes) spatio-temporels dans l’écoumène qui sont « à la fois ce que nous y voyons (des forêts, des villes, des montagnes…) et quelque chose qui suscite en nous des raisons d’agir de telle ou telle sorte ». Ainsi, « L’écosystème du tundar (mot lapon qui a donné le russe toundra) n’est pas la cause de la civilisation finnoise, qui repose sur l’élevage du renne, mais celle-ci n’eût pas existé sans le tundar, qui en est le motif de base ». 
On peut parler de « prises » écouménales, en reprenant l’idée de James J. Gibson. Chez ce dernier, l’environnement offre (affords) des prises à la perception et en même temps possède (affords) la capacité d’avoir prise sur ces prises.
Finalement, « notre examen de la relation écouménale nous a conduits, en associant la thèse herméneutico-phénoménologique de l’« être-au-dehors-de-soi » (Heidegger, Watsuji) à la thèse paléo-anthropologique de l’extériorisation des fonctions du corps animal (Leroi-Gourhan), à reconnaître comme foncièrement humaine une structure ontologique où se conjoignent corps animal et corps médial ».

### Troisième partie. Exister avec les autres
Chapitre 7. Foyer
Physique et moral se conjoignent dans le corps de l’homme ; en occident cette conjonction a été facilitée par le christianisme (thèse de Louis Dumont) et a donné naissance à l’individu moderne, marqué par une « civilisation des mœurs » contraintes (Norbert Elias, Prozess der Zivilisation) et la rupture avec l’extérieur alors que dans les sociétés communautaires, le corps était un « relieur de l’énergie collective » (David Le Breton, La Sociologie du corps, 1992).
Merleau-Ponty a de ce point de vue rappelé que « la pensée relève de la corporéité ». Georg Lakoff et Mark Johnson ont tenté de retranscrire cette intuition avec des notions matérielles et géographique dans La Philosophie de la chair (1999) dans des associations d’un « inconscient cognitif » basique telles que « Affection is warmth / Important is big / Happy is up / Intimacy is closeness / Bad is stinky ». Ces deux auteurs ne cèdent à un holisme écologique (mysticisme new age) que sur les dernières pages de leur ouvrage.

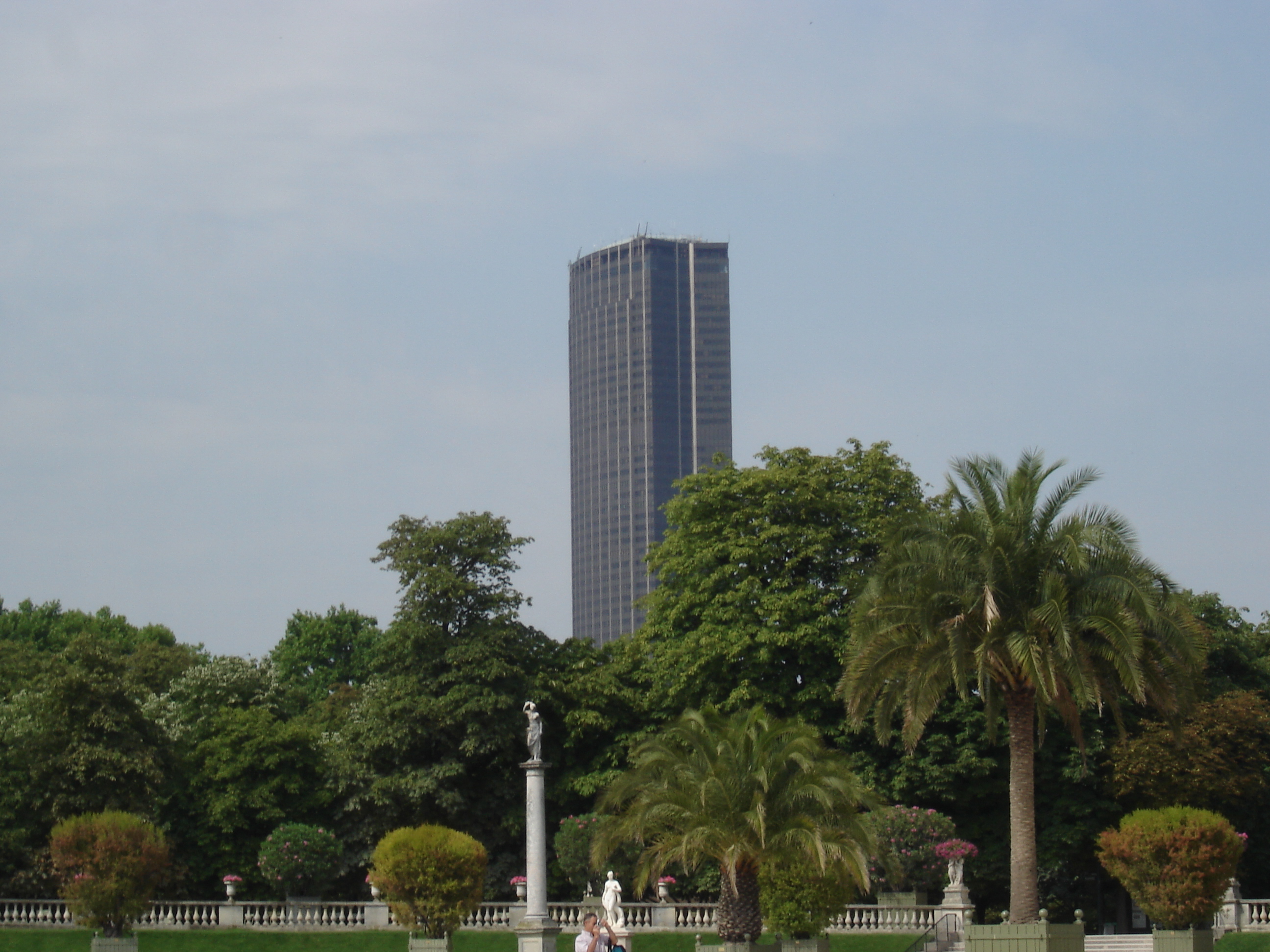
Le jardin du Luxembourg, un des seuls cieux de Paris émergeant des arbres gâché par l’intrusion de la tour Montparnasse. L’exemple pour Berque d’une architecture anti-écouménale détruisant la lente construction d’un paysage reflet de l’homme.

Les relations du corps humain à l’extérieur ont été profondément modifiées dans la trajectivité. Ainsi certaines civilisations sont marquées par la culture de la honte tandis que d’autres l’ont intériorisée dans une culture de la honte (Japonais/Américains dans Le Sabre et le Chrysanthème de Ruth Benedict, 1946). De même, les civilisations d’Orient ont gardé une conscience élevée de la nécessité de contrôler son corps médial (par exemple par les exercices de respiration) tandis que les Occidentaux ne considèrent souvent que le corps physique. Ainsi ces relations évoluent avec l’histoire et les milieux, et se condensent dans des coutumes (cum = ensemble ; suetudo = le fait de rendre sien) : un mélange d’impensé à la manière de l’habitus bourdieusien, et d’un savoir de sens commun réfléchi et réflexif  que décrit l’ethnométhodologie de Garfinkel (common sense knowledge). La civilisation technique n’est qu’une des illustrations d’un effet de l’homme sur son environnement, ici grâce à un outil technique, lequel à son tour rétroagit sur l’homme : Antoine Picon parle d’un « devenir cyborg de l’homme » (La Ville, territoire des cyborgs, 1998).
Chapitre 8. Cité
La ville concentre ces rapports médiaux. Une ville, dans l’exemple de la fondation de Rome, c’est une enceinte symbolique et un endroit de rassemblement. Aujourd’hui encore, la forme de la ville évolue pour être le reflet de ce que nous sommes. Pour prendre l’exemple de Paris et la France, « l’Assemblée nationale, et les activités qu’elle abrite, ne sont qu’un aspect de la démocratie que nous prétendons être. L’assemblée plus vaste, la chôra de ce topos nécessaire, c’est le corps médial que nous appelons l’agglomération parisienne ». Ainsi l’architecture et l’urbanisme ne doivent pas imposer la culture du présent au risque de défigurer le paysage passé : ils doivent concevoir une ville qui soit le reflet des populations passées, présentes et à venir qui l’habitent.

## Éditions
- Augustin Berque, Écoumène : Introduction à l’étude des milieux humains, 2015 (1re éd. 1987).